# Eichsfeldwerke
Die Eichsfeldwerke GmbH (EW) sind der regionale Ver- und Entsorger für den Landkreis Eichsfeld. Außerdem betreiben die Eichsfeldwerke den regionalen Busverkehr sowie die Stadtbusnetze in Heilbad Heiligenstadt, in Leinefelde-Worbis und (bis 2015) in Bad Sooden-Allendorf.

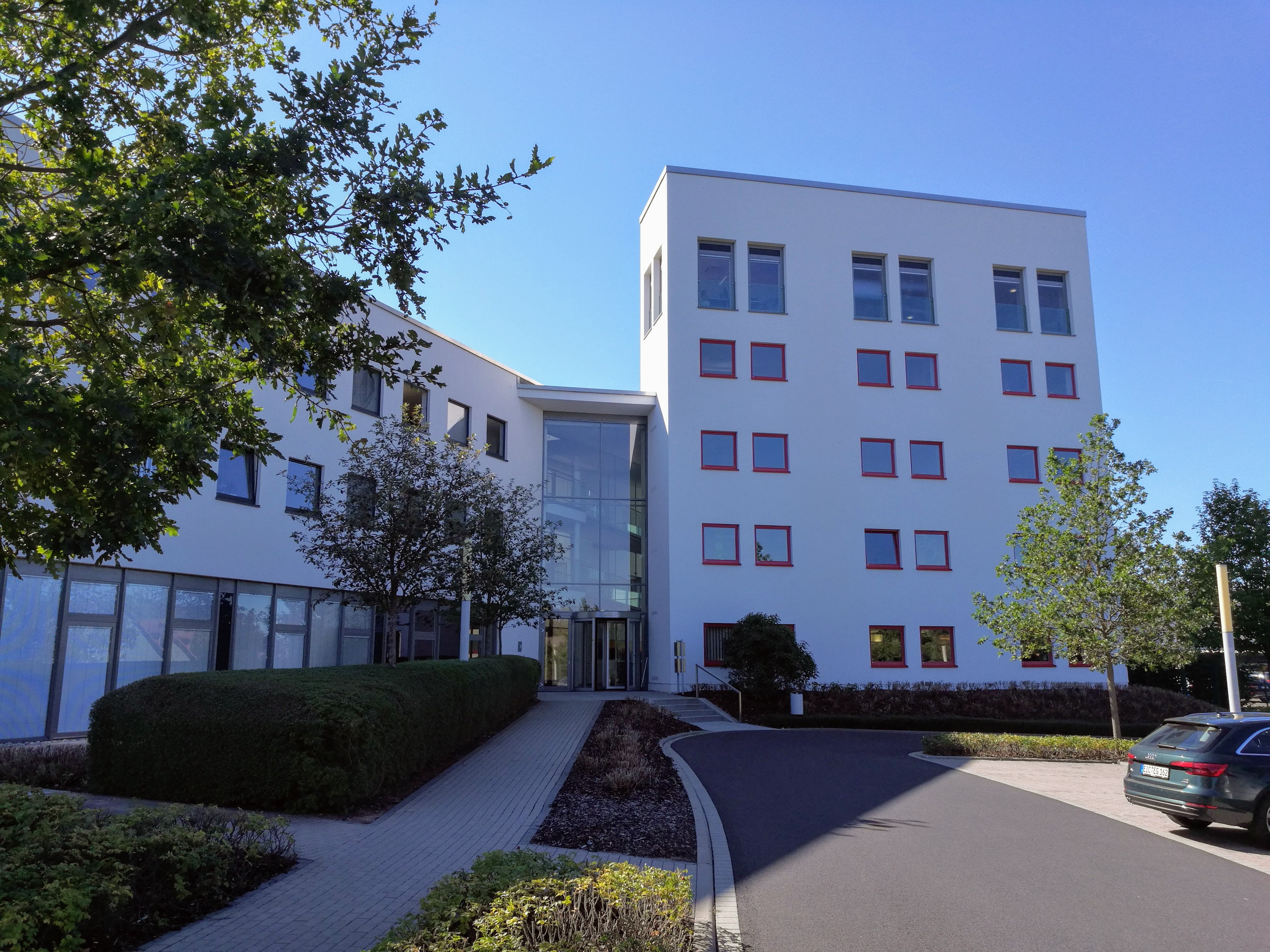
Hauptverwaltung Eichsfeldwerke Heilbad Heiligenstadt

## Unternehmensbereiche

### Linienverkehr

Logo der EW Bus

Das Busnetz aus 34 Linien bedient alle Gemeinden des Landkreises Eichsfeld und bietet außerdem regelmäßige Busverbindungen in den Landkreis Göttingen, Landkreis Nordhausen, in den Werra-Meißner-Kreis und in den Unstrut-Hainich-Kreis.
Das Netz umfasst etwa 1.000 km Länge und 598 Haltestellen.
Zusätzlich verkehren ein Teil der 48 Busse in den StadtBus-Systemen in Heilbad Heiligenstadt und Leinefelde.
Die Städte Heilbad Heiligenstadt, Leinefelde, Worbis und Dingelstädt besitzen jeweils einen „Zentralen Omnibusbahnhof (ZOB)“.
Dort werden die jeweiligen Linien untereinander verknüpft.
Alle Busbahnhöfe sind mit elektronischen Fahrgastinformationsanlagen ausgestattet.
Im Leinefelder Busbahnhof ist die „Mobilitätszentrale“ untergebracht.
Hier wird der Betriebsablauf eingeteilt und überwacht. Zudem dient sie als Infozentrum für die Kunden.

### EW Eichsfeldgas
- 2010:
  - Erdgasverkauf in Mio. kWh: 858,0
  - Änderungen bzgl. Vorjahr: 14,8 %
  - Kunden: 18.898
  - Länge des Verteilungsnetzes: 838,8 km
  - Bilanzsumme in Tsd. €: 39.233
  - Investitionen in Tsd. €: 491
  - Umsatzerlöse in Tsd. €: 34.201
  - Anzahl der Mitarbeiter: 33

### EW Wärme
- 2010:
  - Wärmeverkauf in MWh: 41.445
  - Stromverkauf in MWh: 9.071
  - Kunden: 299

### Weitere Unternehmensbereiche
- EW Entsorgung
- EW Wasser
- EW Projekt